# 烏茲別克斯坦航空
烏茲別克斯坦航空（英語：Uzbekistan Airways）是一家在烏茲別克斯坦营业的航空公司。

## 歷史
蘇聯解体後，烏茲別克總統伊斯蘭·卡里莫夫在1992年成立了烏茲別克斯坦航空。烏茲別克斯坦航空重建了國家的機場和運輸基礎設施，並且开通了國際航班。航空公司的首航是從塔什干到倫敦。
國內航班使用原蘇聯民航的航空器，1993年開始租空中巴士的飛機。現國際航线混合使用波音和空中巴士的飛機。
烏茲別克斯坦航空服務從塔什干到全世界56個目的地，擁有11個機場，5個國際航線。
烏茲別克斯坦航空為航空器提供所有類型技術支持IL-76、IL-62、AN-2、YAK-42和Аn-25、ТА-6А、ТА-8。波音767、波音757、空中巴士A310、RJ-85。

## 現役機隊

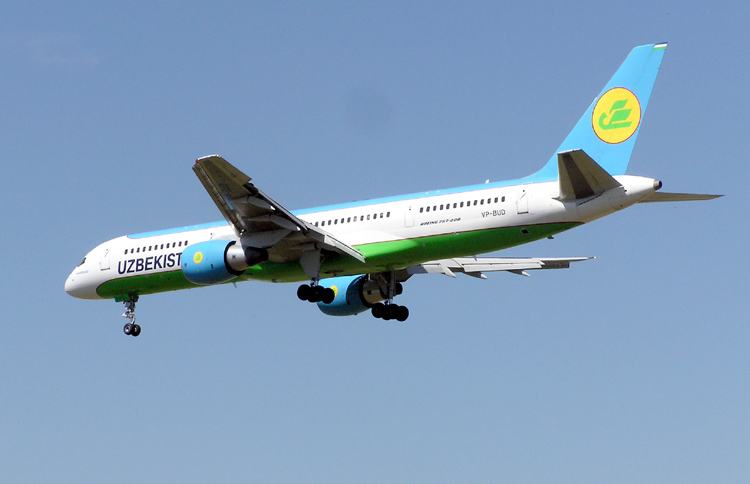
2004年，一架烏茲別克斯坦航空波音757-231型客機正降落希斯路機場

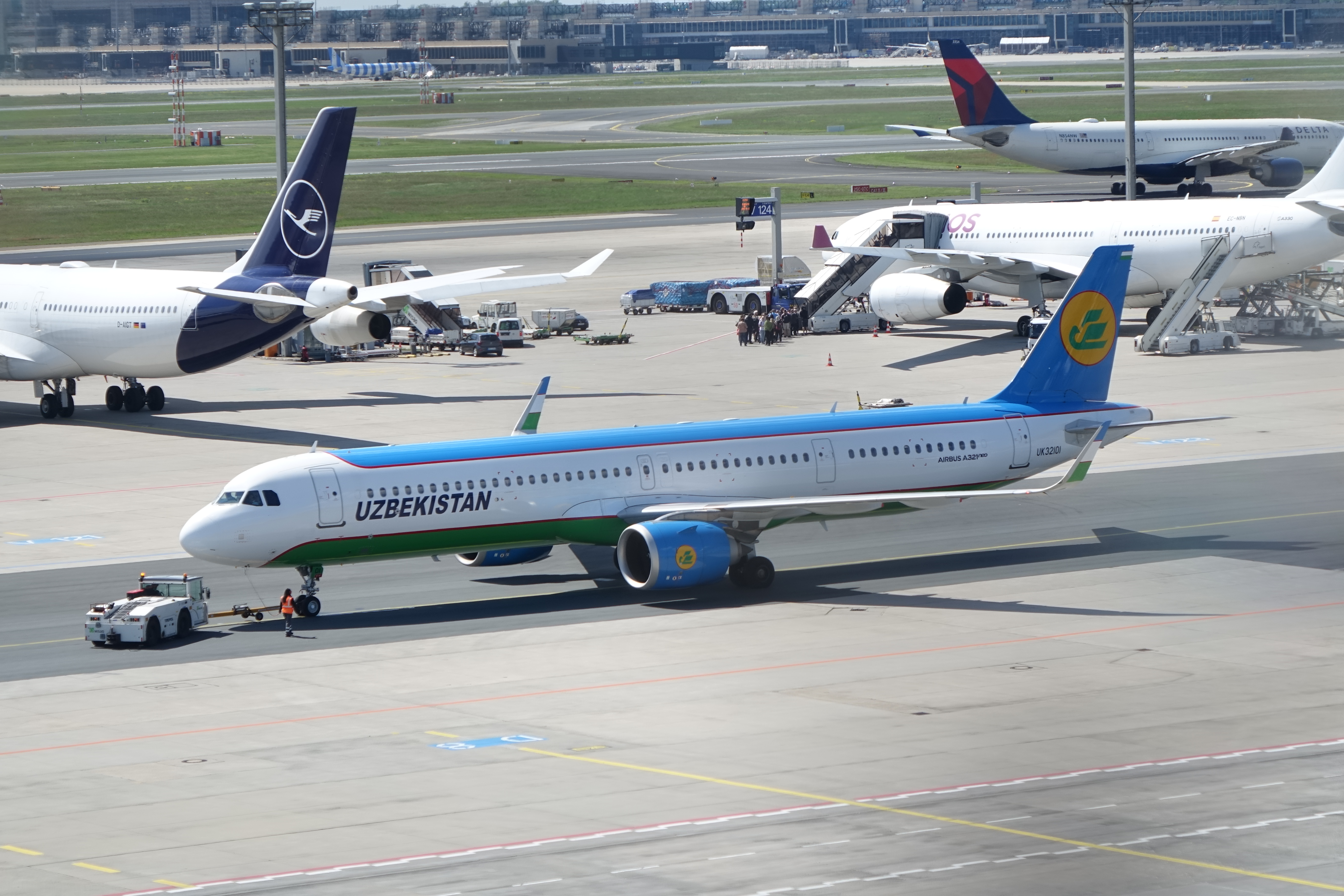
一架烏茲別克斯坦航空空中巴士A321NX型客機在法蘭克福機場

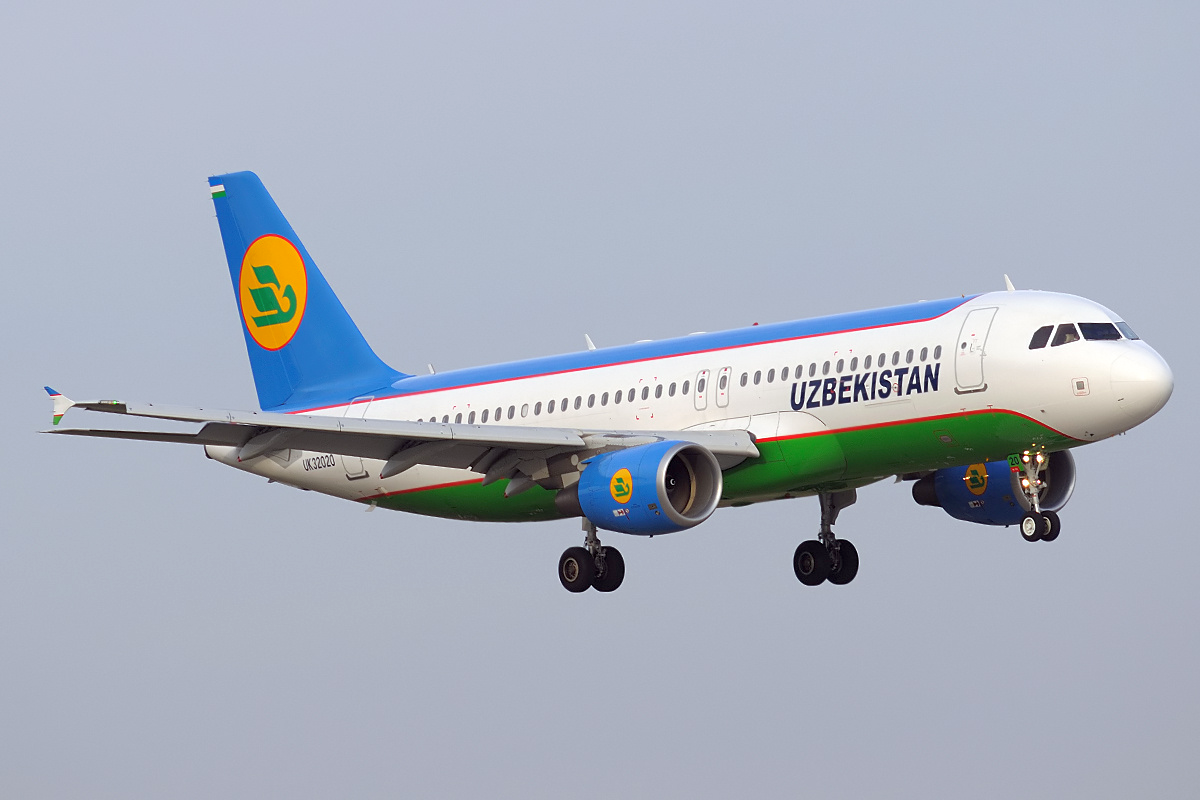
一架烏茲別克斯坦航空空中巴士A320-214型客機正降落莫斯科多莫傑多沃機場

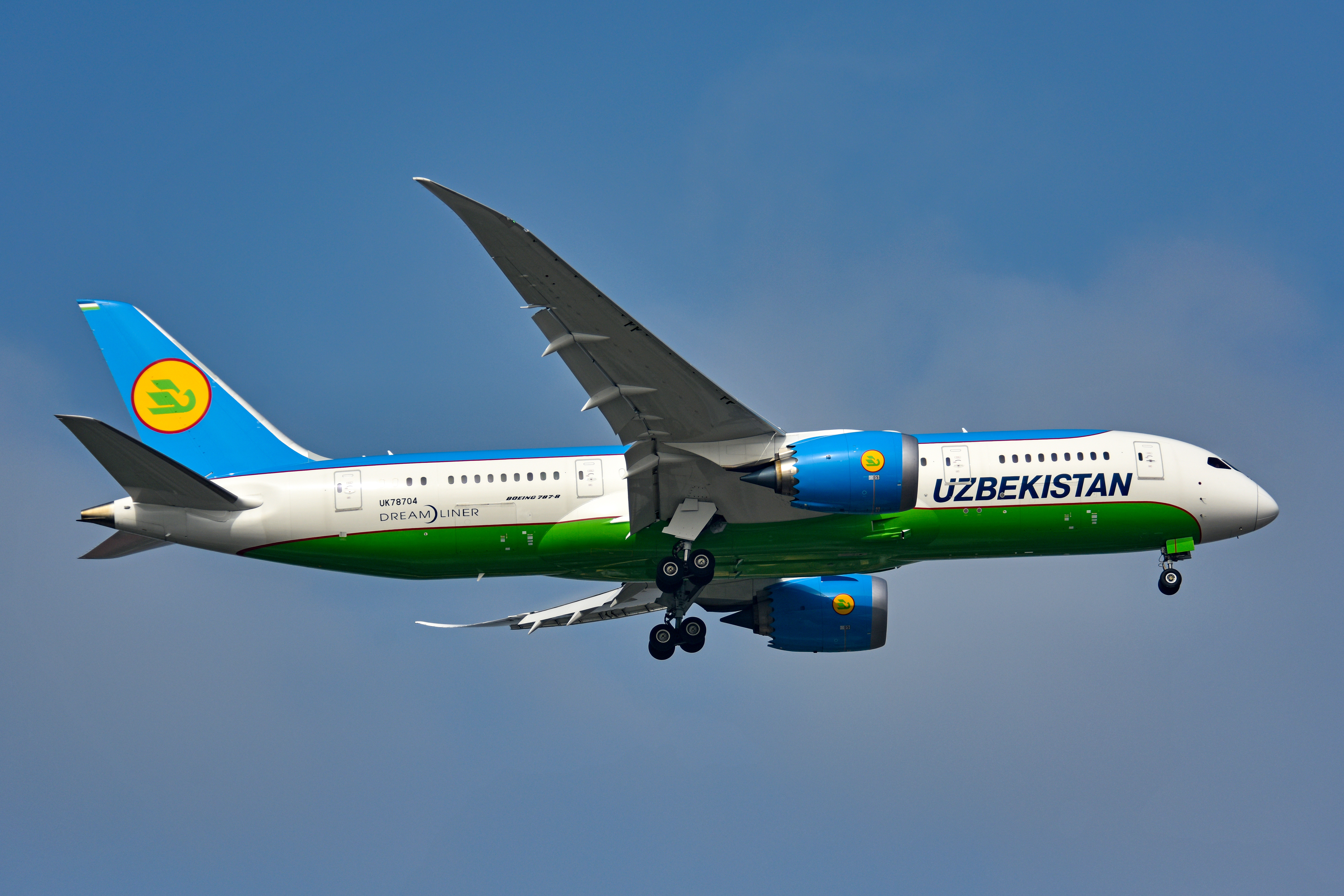
一架烏茲別克斯坦航空波音787-8型客機正降落北京首都國際機場

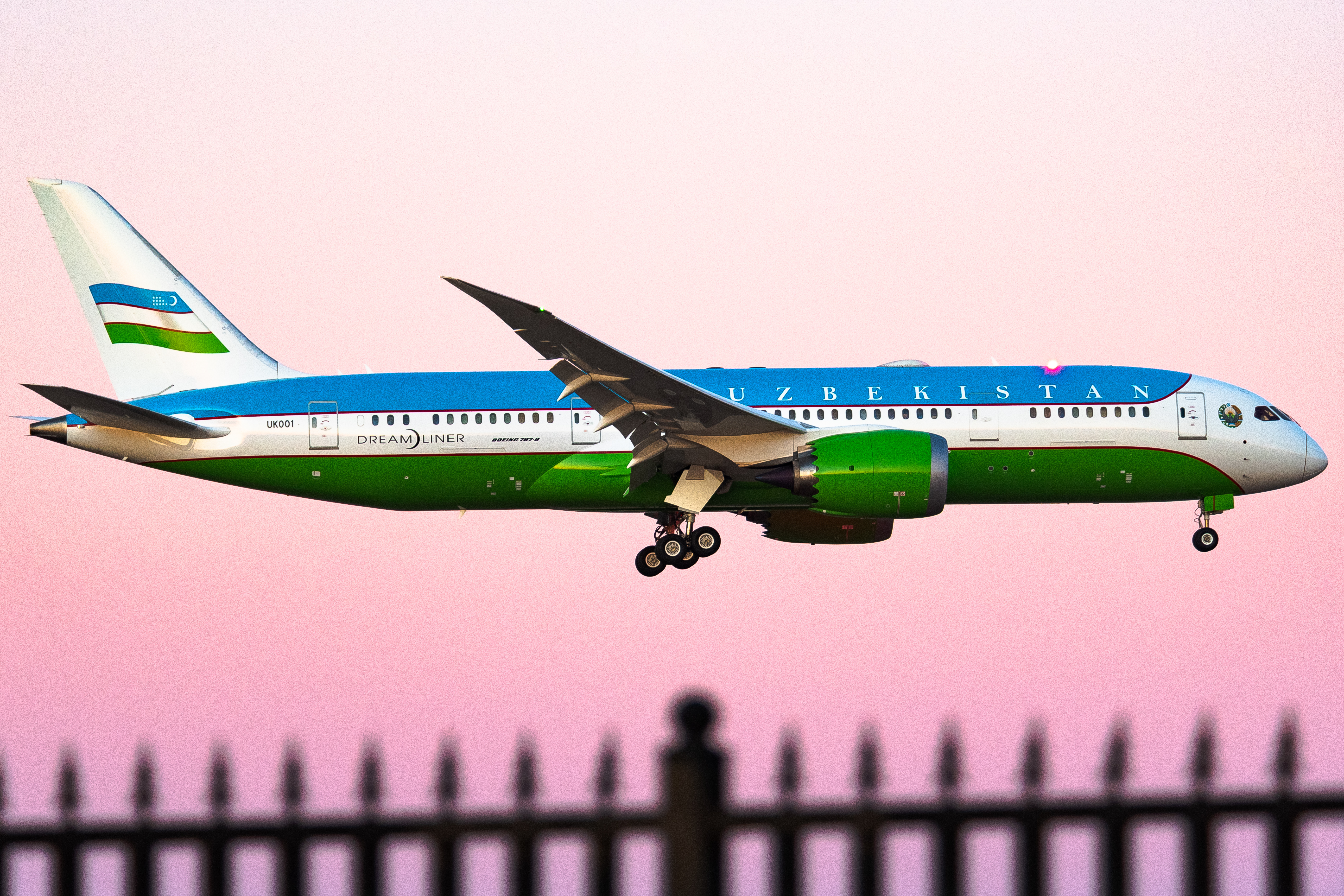
烏茲別克斯坦航空代為操作的該國波音787-8型行政專機

截至2024年12月，烏茲別克斯坦航空的現役機隊如下：
現役機隊
| 機型             | 數量 | 已訂購 | 載客量 | 載客量 | 載客量  | 載客量  | 備註                      |
| 機型             | 數量 | 已訂購 | 頭等艙 | 商務艙 | 經濟艙  | 總數    | 備註                      |
| ---------------- | ---- | ------ | ------ | ------ | ------- | ------- | ------------------------- |
| 空中巴士A320-214 | 10   | －     | －     | 12     | 138     | 150     | UK002、UK32000為 政府專機 |
| 空中巴士A320neo  | 10   | －     | －     |        |         |         |                           |
| 空中巴士A321neo  | 5    | －     | －     | 16     | 172     | 188     |                           |
| 波音767-33PER    | 6    | －     | 10 －  | 40 18  | 157 246 | 207 264 |                           |
| 波音767-33PF     | 2    | －     | 貨機   | 貨機   | 貨機    | 貨機    | －                        |
| 波音787-8        | 7    | －     | －     | 24     | 222     | 246     | UK001為 政府專機          |
| 總數             | 44   | 4      |        |        |         |         |                           |

### 退役機隊

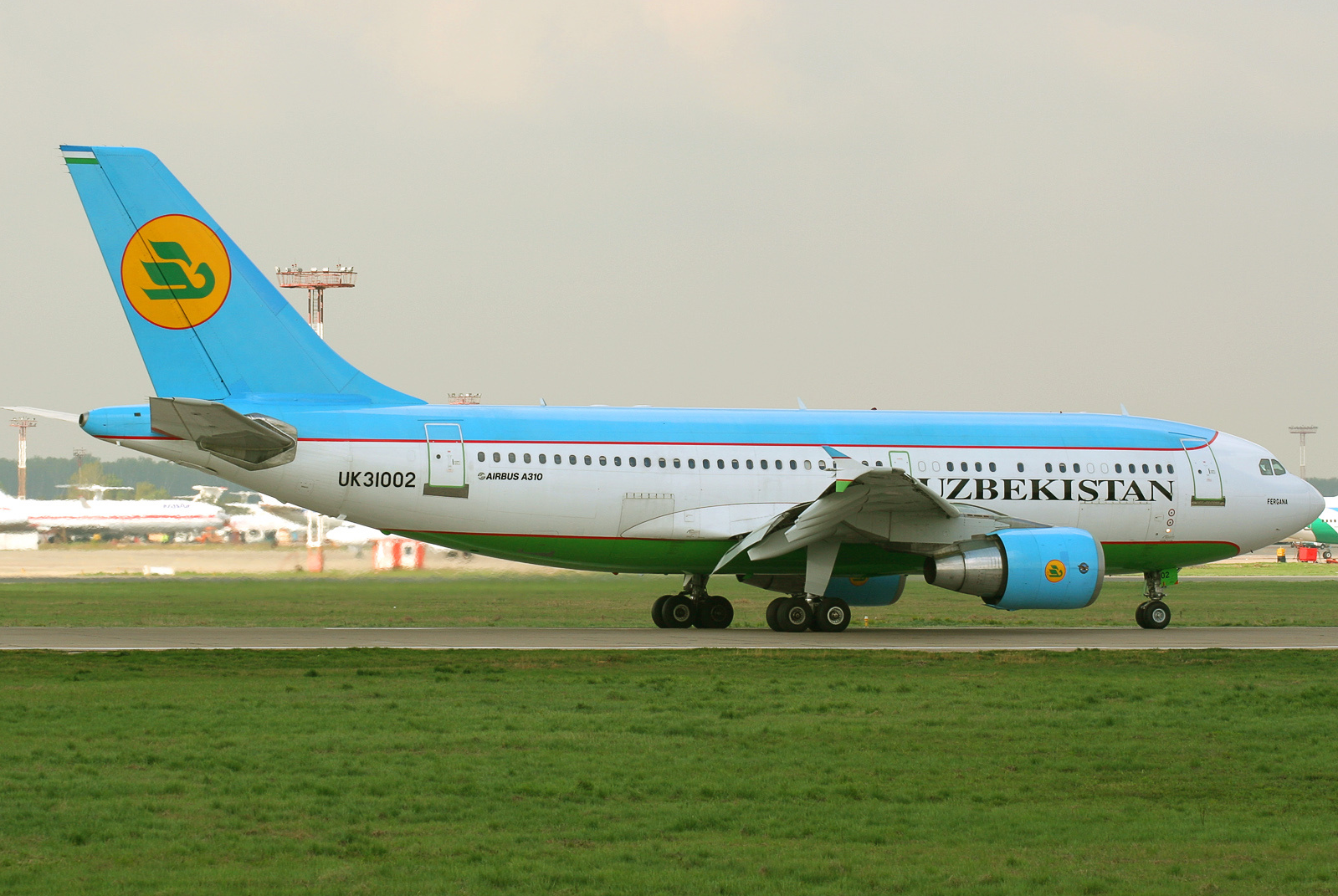
2006年，一架已退役烏茲別克斯坦航空空中巴士A310-300型客機正降落莫斯科多莫傑多沃機場。

- 空中巴士A310-300
- 安24-B
- 安24-RV
- Avro RJ85
- 伊尔-62
- 伊尔-62M
- 伊尔-76T
- 伊尔-86
- 伊尔-114
- 圖-154B
- 圖-154M
- 雅克-40

## 外部連結
- 烏茲別克斯坦航空 （页面存档备份，存于）